# Championnats du monde de course en ligne de canoë-kayak de 1973
Navigation
Édition précédente Édition suivante
Les dixièmes championnats du monde de course en ligne de canoë-kayak se sont déroulés à Tampere (Finlande) en 1973.

## Podiums

### Hommes

#### Canoë
| Epreuve     | Or                                   | Temps | Argent                                 | Temps | Bronze                                | Temps |
| C-1 500 m   | Miklós Darvas (HUN)                  |       | Nikolay Fedulov (URS)                  |       | Ivan Patzaichin (ROU)                 |       |
| C-1 1000 m  | Ivan Patzaichin (ROU)                |       | Romualdas Vinojinidis (URS)            |       | Tamás Wichmann (HUN)                  |       |
| C-1 10000 m | Vasiliy Yurchenko (URS)              |       | Lipat Varabiev (ROU)                   |       | Tamás Wichmann (HUN)                  |       |
| C-2 500 m   | URS Oleg Kaidov Vitaliy Slobodenyuk  |       | ROU Georghe Danielov Gheorghe Simionov |       | Pologne Jerzy Opara Andrzej Gronowicz |       |
| C-2 1000 m  | ROU Ivan Patzaichin Serghei Covaliov |       | URS Vladas Cesiunas Yuriy Lobanov      |       | HUN Tamás Wichmann Gyula Petrikovics  |       |
| C-2 10000 m | URS Vladas Cesiunas Yuriy Lobanov    |       | ROU Vasile Serghei Cherasim Munteanu   |       | HUN Tamas Buday Gábor Haraszti        |       |

#### Kayak
| Epreuve             | Or                                                                    | Temps | Argent                                                                           | Temps | Bronze                                                                     | Temps |
| K-1 500 m           | Géza Csapó (HUN)                                                      |       | Vitaliy Trukshin (URS)                                                           |       | Grzegorz Sledziewski (POL)                                                 |       |
| K-1 1000 m          | Géza Csapó (HUN)                                                      |       | Grzegorz Sledziewski (POL)                                                       |       | Aleksandr Shaparenko (URS)                                                 |       |
| K-1 10000 m         | Aleksandr Shaparenko (URS)                                            |       | Péter Völgyi (HUN)                                                               |       | Jörgen Andersen (DEN)                                                      |       |
| K-1 4 x 500 m relay | URS Vitaliy Trukshin Anatoliy Kobrisev Sergey Nikolskiy Oleg Zhegoyev |       | HUN István Csizmadia Zoltán Angyal Robert Schaffhauser Géza Csapó                |       | ROU Atanasie Sciotnic Vasile Simioncenco Roman Vartolomeu Mihail Zaifu     |       |
| K-2 500 m           | URS Nikolay Gogol Pytor Greshta                                       |       | HUN József Deme Janos Ratkai                                                     |       | ROU Ion Dragulsci Ernst Pavel                                              |       |
| K-2 1000 m          | HUN József Deme Janos Ratkai                                          |       | ROU Ion Dragulsci Ernst Pavel                                                    |       | Allemagne de l'Est Herbert Laabs Joachim Mattern                           |       |
| K-2 10000 m         | HUN Zoltán Bakó Géza Csapó                                            |       | ROU Ion Terente Antrop Variabev                                                  |       | Belgique Jos Broeckx Paul Stinckens                                        |       |
| K-4 1000 m          | HUN József Deme Janos Ratkai Csongor Vargha Csaba Giczi               |       | URS Yuriy Filatov Vladimir Morozov Nikolay Gogol Valeriy Didenko                 |       | Allemagne de l'Est Norbert Paschke Peter Korsch Jürgen Lehnert Harald Marg |       |
| K-4 10000 m         | HUN Csaba Giczi Tibor Nagy Csongor Vargha Géza Kralován               |       | Allemagne de l'Ouest Hans-Erich Pasch Horst Mattern Rudolf Blass Edurard Fischer |       | ROU Atanasie Sciotnic Cuprian Macareanu Costel Cosnita Vasilie Simioncenco |       |

### Femmes

#### Kayak
| Epreuve   | Or                                                               | Temps | Argent                                                         | Temps | Bronze                                                        | Temps |
| K-1 500 m | Nina Gopova (URS)                                                |       | Petra Borzym (GDR)                                             |       | Viorica Dumitru (ROU)                                         |       |
| K-2 500 m | Allemagne de l'Est Ilse Kaschube Petra Borzym                    |       | URS Lyudmila Pinayeva Nina Gopova                              |       | HUN Anna Pfeffer Ilona Tözser                                 |       |
| K-4 500 m | URS Lyudmila Pinayeva Nina Gopova Larissa Kabakova Tamara Popova |       | HUN Anna Pfeffer Ilona Tözser Erzsabet Horvárth Maria Zakarias |       | ROU Viorica Dumitru Maria Nichiforov Maria Cosma Maria Ivanov |       |

## Tableau des médailles
| Rang  | Nation               | Or | Argent | Bronze | Total |
| ----- | -------------------- | -- | ------ | ------ | ----- |
| 1     | URS                  | 8  | 6      | 1      | 15    |
| 2     | HUN                  | 7  | 4      | 5      | 16    |
| 3     | ROU                  | 2  | 5      | 6      | 13    |
| 4     | Allemagne de l'Est   | 1  | 1      | 2      | 4     |
| 5     | Pologne              | 0  | 1      | 2      | 3     |
| 6     | Allemagne de l'Ouest | 0  | 1      | 0      | 1     |
| 7     | Belgique             | 0  | 0      | 1      | 1     |
| 8     | Danemark             | 0  | 0      | 1      | 1     |
| Total | Total                | 18 | 18     | 18     | 54    |